# Rivarol (revista)
Rivarol es una revista semanal nacionalista y de extrema derecha francesa.  El editor de la revista, Fabrice Bourbon, fue condenado por incitación al odio contra los judíos debido a sus artículos en la revista. 
El 8 de abril de 2016, alrededor de 600 fans de la revista asistieron a un banquete en un hotel de París para celebrar los 65 años de existencia de la revista. En el banquete participaron Jean-Marie Le Pen, Pierre Vial, Henry de Lesquen, Pierre Sidos, Yvan Benedetti, Alexandre Gabriac y Robert Faurisson. 

## Historia
Fundada en enero de 1951,  la revista nació como un punto de encuentro para aquellos que habían colaborado con los nazis o habían estado activos en el régimen de Vichy y acababan de salir de prisión.  La editora anterior de la revista fue Marie France Wacquez. 